# Christopher Theofanidis
Christopher Theofanidis (Dallas (Texas), 18 december 1967) is een eigentijds Amerikaans componist, muziekpedagoog en dirigent.

## Levensloop
Theofanidis begon op 20-jarige leeftijd te componeren. Hij studeerde aan de Universiteit van Houston in Houston bij David Ashley White. Hij vervolgde zijn studies bij Samuel Adler en Joseph Schwantner aan de befaamde Eastman School of Music in Rochester (New York). Hij voltooide zijn studies bij Jacob Druckman aan de Yale School of Music in New Haven (Connecticut).
Hij werkte als docent aan de Universiteit van Houston in Houston en aan de Juilliard School of Music. Verder was hij van 1994 tot 1996 huiscomponist van het California Symphony Orchestra en in 2006 en 2007 was hij eveneens huiscomponist van het Pittsburgh Symphony Orchestra. Tegenwoordig is hij docent aan het Peabody Institute of the Johns Hopkins University in Baltimore (Maryland) en docent voor compositie aan de Yale School of Music. Hij ontving prestigieuze prijzen en onderscheidingen, zoals de Prix de Rome, de Barlow Prize (1996), studiebeurzen van de Guggenheim Foundation, de Fulbright Foundation voor Frankrijk en in 2003 de International Masterprize van het Barbican Centre in Londen voor zijn werk Rainbow Body.

## Composities

### Werken voor orkest
- 1995 This dream, strange and moving, voor orkest
- 1995 Concert, voor altsaxofoon en orkest[1]
  1. Brutal; swirling, out of focus
  2. A stream of pulses; labored, intense
  3. Distantly approaching; apocalyptic
- 1996 As Dancing is to Architecture, voor orkest
- 1996 Metaphysica, voor orkest
- 1997/2002 Concert, voor fagot en kamerorkest
- 1998 Flourishes, voor orkest
- 2000 Rainbow Body, symfonische fantasie voor orkest (gebaseerd op een motief van Hildegard von Bingen)
- 2002 Lightning, with life, in four colors comes down, voor altviool en kamerorkest
- 2002 Peace, Love, Light YOUMEONE, voor strijkorkest
- 2002 Visions and Miracles, voor strijkkwartet en strijkorkest
- 2003 Concert, voor altviool en kamerorkest
- 2005 The Here and Now, voor solisten (sopraan, tenor, bariton), gemengd koor en orkest - tekst: Rumi
  1. Inside this new love, die -
  2. Is the one I love everywhere?
  3. The sound of the resurrection
  4. All day and night, music
  5. Narrative I: The value of our souls
  6. Hear blessings dropping their blossoms around you
  7. The one who pours is wilder than we
  8. Narrative II: Three Kinds Of Women
  9. Drumsound rises -
  10. Spreading radiance
  11. Narrative III: Insomnia
  12. The urgency of love
  13. The Music Of Our Final Meeting
- 2007 Concert, voor piano en kamerorkest
- 2007 Muse, voor klavecimbel en strijkorkest
- 2008 Concert, voor viool en orkest
- 2008 Idyllwild Crown, voor orkest
- 2009 Symphony
- Disruption, voor orkest

### Werken voor harmonieorkest
- 1996 Etenraku, voor piano en harmonieorkest
- 2005 I wander the world in a dream of my own making, voor harmonieorkest

### Oratorium
- 2007 The Refuge, oratorium voor solisten (2 sopranen, 2 mezzosopranen, 2 tenoren, bariton, bas-bariton), gemengd koor, orkest en diverse niet Westerse ensembles (met o.a.: dan bau, sitar, tabla, 2 tanpuras, bayan) - libretto: Leah Lax[2]

### Muziektheater

#### Opera's
| Voltooid in | titel                                          | aktes   | première | libretto                                                 |
| ----------- | ---------------------------------------------- | ------- | -------- | -------------------------------------------------------- |
| 2001        | The Cows of Apollo - or The Invention of Music |         |          | William M. Hoffman naar Sophocles saterspel Ichneutae    |
| 2002        | The Thirteen Clocks                            | 2 aktes |          | Peter Webster gebaseerd op een verhaal van James Thurber |

#### Balletten
| Voltooid in | titel   | aktes | première | libretto | choreografie  |
| ----------- | ------- | ----- | -------- | -------- | ------------- |
| 2003        | Artemis |       |          |          | Lar Lubovitch |

### Werken voor koren
- 2007 Messages to Myself, voor achtstemmig gemengd koor
- I Corinthians 13, voor gemengd koor
- The Prayer of Saint Francis, voor gemengd koor

### Vocale muziek
- 1999 Song of Elos, voor sopraan, strijkkwartet en piano - tekst: Judith Freeman
- Voices, zangcyclus voor sopraan en orkest
  1. Emily Dickinson
  2. Ezra Pound
  3. Adrienne Rich

### Kamermuziek
- 1992 Raga, voor dwarsfluit, klarinet, viool, cello, piano en twee slagwerkers
- 1994 Kaoru, voor twee dwarsfluiten
- 1995 Ariel Ascending', voor strijkkwartet
- 1997 Flow, my tears, voor solo viool
- 1997 Visions and Miracles, voor strijkkwartet
- 1999 O Vis Aeternitatis, voor strijkkwartet en piano
- 2006 The world is aflame, voor viool en cello
- 2009 Summer Verses, voor viool en cello
- Sikelianos, oktet
- Strijkkwartet nr. 1
- Suite, voor dwarsfluit en piano

### Werken voor piano
- 1992 Statues, 5 episodes voor piano
- 2006 All dreams begin with the horizon
- Fantasy, voor 2 piano's

### Werken voor slagwerk
- 2004 I Saw a New Heaven, voor marimba